# گمینا کروشنا
گمینا کروشنا (به لهستانی:  Gmina Kruszyna) یک گمینا در لهستان است که در شهرستان چنستوخووا واقع شده‌است. گمینا کروشنا ۹۳٫۴۲ کیلومتر مربع مساحت و ۴٬۸۹۹ نفر جمعیت دارد.